# Cophixalus shellyi
Cophixalus shellyi är en groddjursart som beskrevs av Richard G. Zweifel 1956. Cophixalus shellyi ingår i släktet Cophixalus och familjen Microhylidae. IUCN kategoriserar arten globalt som livskraftig. Inga underarter finns listade i Catalogue of Life.